# Home staging
A home staging az a folyamat, mely során felkészítik a magánkézben lévő ingatlanokat az ingatlanpiacon történő értékesítésre. A felkészítés célja, hogy minél több embernek felkeltsék a figyelmét, így az ingatlant gyorsabba, több pénzért tudják eladni. A felkészítés lépéseinek az a célja, hogy minél jobban nézzen ki az adott ingatlan, amivel azt biztosítják, hogy ez egy meleg hely, ahova érdemes hazatérni, és ezt mindenki láthatja, aki benne akar lakni. Így minél többen meg akarják majd azt venni.
A felkészítés pénzügyi befektetést igényel, mellyel a legtöbb ember legnagyobb beruházásának, a saját házának vagy lakásának az értékesítését alapozzák meg. Így nem egyszerű kidekorálásról van szó, hanem meg kell érteni azt is, hogyan találjuk meg az adott házban rejlő ingatlant, mennyire értékeli az adott ingatlant az ingatlanpiac, így a ház tulajdonosa el tudja dönteni, milyen beruházásra van szükség. Figyelembe kell venni a környéken értékesítésre kínált többi ingatlant is, így tudjuk, milyen felkészítésre van szükség ahhoz, hogy a házat gyorsan vagy több pénzért tudják eladni. A felkészítés célja a befektetésen elért nyereség.
A dekorálás szakaszában az emberek művészeti alkotásokat, festményeket, világítást, zöld növényzetet, kiegészítőket és kárpitokat használnak. Ezzel a potenciális vevőben jobb első benyomást tudnak kelteni. Ugyanakkor gyakran átrendeznek, „ideiglenesen átraknak” bútorokat. Egy felkészítésen átesett ház irányítja a vevő tekintetét, figyelmüket a szépre irányítja, és eltereli a hibákról.
A felkészítés nem mentes az ellentmondásoktól. A NYTimes által idézett író szerint az egyik könyvtárszoba „50%-osan kihasznált könyvhelyei űrzavart keltettek.”

## Története

### Amerikai Egyesült Államok

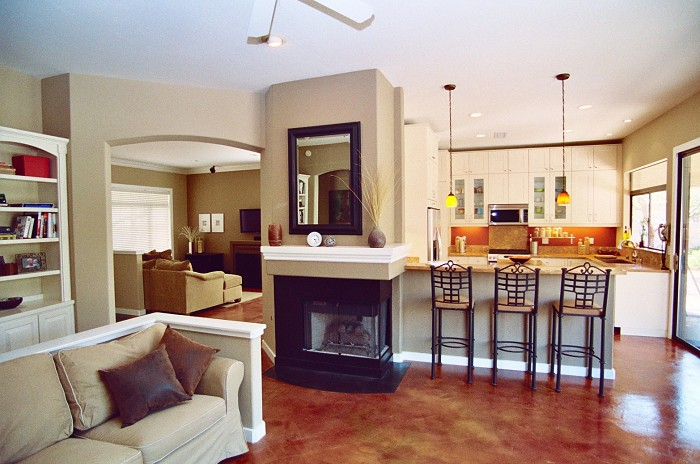
Újraértékesítésre felkészített otthon – nappali, konyha

A New York Times jellemzése szerint olyan az értékesítő helyzete, mint „ami nem mindig boldog, ismeretlen fotelekkel, asztalokkal”, miközben a saját bútorai el vannak raktározva valahol. Azonban amerikai kutatások azt mondják, a felkészítés akár harmadával, felével is lecsökkentheti azt az időtartamot, ameddig a ház a piacon van, a felkészítés hatására pedig 6—20%-kal is többet lehet érte kapni, mint egy üres házért.

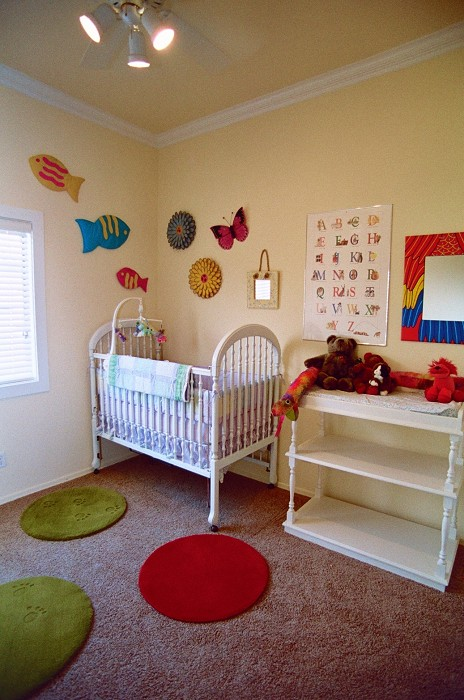
Felkészített gyerekszoba

Az árazás nem csak az egyszeri dollár értéket tudja megnövelni. A költségek akár a 3000 USD-t is elérhetik (beleértve a kölcsönzött bútorokat is).
Az ilyen felkészítések erős reakciókat váltanak ki már régóta. Az ügynökök és a professzionális felkészítők olyan példákat hoznak fel, mint a Sarro-Waite apartman, és arra hivatkoznak, hogy a felkészítés hatására az otthonokat gyorsabban, magasabb áron tudják eladni. Egyes kritikák szerint a vevők a semmiért fizetnek, mert a bútorok nem részei az eladott ingatlannak.
Egy 2018-as jelentés szerint ez lehet csak annyi is, hogy elvégezzük az ötévente rendszeres lomtalanítást és kifestik a házat. A felkészítéssel foglalkozó szakembereknél sokféle tárgy megtalálható: alternatív székek, kiegészítők, még akár párnák, takarók, törölközők is beszerezhetők. Egy évtizede az az egyszerű nézőpont volt, hogy az eladók hittek a pénzért történő felkészítésben, merrt ez úgy növelte meg az ingatlan értékét, hogy eltüntette a ház hibáit. A legfrissebb trendek között ott van az elszemélytelenítés, az összhatás javítása, és még a tájképen is finomítanak. Az üres otthonokba kiegészítőket visznek, hogy a vevő el tudja képzelni, hogy ott él, és így jobban fel tudja mérni a szobák méreteit.
A kezdeti konzultáció és a havi díjak régiónként eltérnek. and by the size of the property (including number of rooms).

### Egyesült Királyság
Nagy-Britanniában a felkészítést gyakran nevezik ingatlan bemutatónak vagy ingatlan stílusnak. A technikákról többen készítettek műsort, mint például Ann Maurice a House Doctorban,  ami a  Five-on hat évig ment. and popularized the alternate description "house doctoring." Her follow-up show is named House Doctor: Inside And Out.

### Svédország
Svédországban a hivatalos felkészítőket otthon stílus mestereknek is nevezik, munkájuk 2000 után lett felkapott. A hivatásos felkészítők szerint a felkészítés 10%-ot tud emelni az ingatlan árán ahhoz képest, mintha csak ki lenne takarítva.

## Fordítás
Ez a szócikk részben vagy egészben  a   Home staging című angol Wikipédia-szócikk ezen változatának fordításán alapul.  Az eredeti cikk szerkesztőit annak laptörténete sorolja fel. Ez a jelzés csupán a megfogalmazás eredetét és a szerzői jogokat jelzi, nem szolgál a cikkben szereplő információk forrásmegjelöléseként.